# Alsco 300
Das Alsco 300 war ein Autorennen, das die NASCAR Nationwide Series auf dem Kentucky Speedway in der Nähe von Sparta, Kentucky austrug. Erstmals wurde es im Jahre 2001 ausgetragen. Es ging über eine Distanz von 300 Meilen, was bei dem 1,5 Meilen langen Oval 200 Runden entspricht. 

## Bisherige Sieger
- 2011: Brad Keselowski
- 2010: Joey Logano
- 2009: Joey Logano
- 2008: Joey Logano
- 2007: Stephen Leicht
- 2006: David Gilliland
- 2005: Carl Edwards
- 2004: Kyle Busch
- 2003: Todd Bodine
- 2002: Kevin Harvick